# Joe le taxi
"Joe le taxi" (nghĩa là:" Joe tài xế taxi") là một bài hát tiếng Pháp được viết bởi Franck Langolff và Étienne Roda-Gil cho ca sĩ người Pháp Vanessa Paradis.
Paradis thu âm bài hát vào năm 1987, ở tuổi mười bốn. Nó đã đứng đầu bảng xếp hạng đĩa đơn ở Pháp trong mười một tuần, và, không phổ biến cho một bài hát tiếng Pháp vào thời điểm đó, được phát hành tại Vương quốc Anh vào năm sau, khi nó đạt vị trí thứ ba. Bài hát được bao gồm trong album đầu tay của cô, M & J (viết tắt của "Marilyn & John"), mặc dù đạt đến vị trí thứ 13 ở Pháp, đã thu hút sự quan tâm hạn chế ở Anh khi được phát hành vào tháng 8 năm 1988. Video âm nhạc cho bài hát được sản xuất bởi Lili Balian, Jake Hertz và Addie Calcagnini.
Bản lời Việt được thể hiện bởi ca sĩ Ngọc Lan.